# Chimarra triangulata
Chimarra triangulata är en nattsländeart som beskrevs av Li-Peng Hsu och Chin-Seng Chen 1996. Chimarra triangulata ingår i släktet Chimarra och familjen stengömmenattsländor. Inga underarter finns listade i Catalogue of Life.